# Anillete

Escudo de Turbenthal (Suiza) con anilletes

Los anilletes o anuletes son en heráldica una figura redonda similar a un anillo. 

Anilletes como carga (no como una diferencia). De Gules, tres anilletes en pira argento

Los anilletes se toman por el anillo redondo sacando su denominación de annulus, el anillo y de aquí el llamarse anillete por ser su representación pequeña. Del uso de los anillos no se sabe el origen, aunque se atribuye su invención a Prometeo, rey de Tesalia. En la gentilidad se pintaba a Proteo con un anillo de hierro, para denotar su prisión, que es señal de esclavitud, en lugar del anillo de oro, que era símbolo de la ingenuidad.
Los romanos representaban por un anillo la franqueza y la nobleza no siendo permitido entre ellos traerlo sino a los caballeros y a los soldados de más distinción y fama.
Por el anillo se puede también representar el secreto y particularmente por aquel en que estuviese grabado el sello. Simboliza también el amor si se pinta en él la cara y la cifra de la persona que se ama, denotando finalmente la fuerza a causa de su figura orbicular. Y porque servía de sello, como por otras representaciones misteriosas, se valen las armerías de esta figura en diferentes armas.